# Eleele
Eleele (littéralement « noir » ou  « eau noire » en hawaïen) est une census-designated place située dans le comté de Kauai, à Hawaï, sur l’île de Kauai, aux États-Unis. Lors du recensement de 2000, sa population s’élevait à 2 040 habitants. Superficie totale : 2,6 km2 (1 mi2). Coordonnées géographiques : 21° 54′ 38″ N, 159° 35′ 04″ O.

## Démographie
| 2000 | 2010  | - | - | - | - |
| ---- | ----- | - | - | - | - |
| 977  | 2 390 | - | - | - | - |

## Source
- (en) Cet article est partiellement ou en totalité issu de l’article de Wikipédia en anglais intitulé « Eleele, Hawaii » (voir la liste des auteurs).